# De Nederlandsche Filmliga
De Nederlandsche Filmliga (1927-1933) was een collectief van filmmakers en -liefhebbers dat een zuivere en vernieuwende cinema propageerde. 

## Uitgangspunt
De oprichters van de Filmliga, Menno ter Braak, Joris Ivens, L.J. Jordaan, Henrik Scholte en Constant van Wessem, wilden Nederland rijp maken voor de Europese avant-garde film en voor films uit de Sovjet-Unie. Met name Ter Braak was rigide in zijn afwijzing van de (Amerikaanse) amusementfilm die volgens hem de ontwikkeling van de film tot kunstvorm in de weg stond. Met speciale vertoningavonden probeerde de Filmliga allerlei ‘experimentele’ films onder de aandacht van het publiek te brengen. De afdeling Amsterdam vormde het landelijke hoofdbestuur. De Filmliga had onderafdelingen in Rotterdam, Utrecht, Groningen, Delft, Den Haag en Arnhem.
De Nederlandsche Filmliga die in 1927 was opgericht is vanaf 1929 sterk verbonden met het Filmtheater de Uitkijk in Amsterdam. Doel van de Filmliga was het publiek kennis te laten maken met de avant-garde films van die tijd, films die men in de reguliere bioscopen niet te zien kreeg. De Filmliga beloofde tegenwicht te bieden tegen deze theaters.
Eerst werden de films vertoond in bioscoop Centraal aan de Amstelstraat, maar na twee jaar zag de Maatschappij voor Cinegrafie de mogelijkheid de speciale films in De Uitkijk te gaan draaien. Nadat het pand gehuurd was werden tijdens de opening op 9 november 1929 vier films vertoond: Heien van Joris Ivens, Regen en Jardin du Luxembourg van Joris Ivens en Mannus Franken en als hoofdfilm La Passion de Jeanne d’Arc van Carl Theodor Dreyer.
Na twee jaar werd de samenwerking tussen de Filmliga en de Uitkijk weer verbroken. Tussen 1927 en 1931 werd onder redactie van Ter Braak, Ivens, Jordaan, Scholte en Van Wessem het vooruitstrevend vormgegeven tijdschrift De Filmliga uitgegeven.

## Ontmythologisering
In 1999 verscheen de geruchtmakende studie Het gaat om de film!: een nieuwe geschiedenis van de Nederlandsche Filmliga waarin de auteurs ‘de mythe van de Filmliga’ proberen te ontkrachten. Volgens de schrijvers is het een verzinsel van de leden van de Liga geweest dat de reguliere bioscopen ‘alleen maar rommel’ vertoonden en dat de Filmliga in haar eentje een kunstzinnig filmklimaat in Nederland tot stand bracht. 
Onderzoek wijst uit dat films uit de Sovjet-Unie (Pantserkruiser Potjomkin, Oktyabr) in die dagen gewoon in de reguliere bioscopen draaiden (en daar ook zeer succesvol waren). Menno ter Braak wordt bovendien afgeschilderd als iemand die eigenlijk niet van film hield en ook nauwelijks films zag: “Film was voor hem vooral een theoretische kwestie en zijn filmkritiek was een wapen tegen het modernisme”.